# Quyết (thực vật)
Quyết (Pteridophyta) là tên gọi chung của nhóm thực vật có thân, rễ, lá thật và có mạch dẫn (Mạch rây và mạch gỗ); sinh sản bằng bào tử. Bào tử mọc thành nguyên tản và cây con mọc ra từ nguyên tản sau quá trình thụ tinh. Xét theo cấp bậc, nhóm quyết cao hơn rêu và thấp hơn thực vật hạt trần. Một ví dụ điển hình của quyết là ngành dương xỉ.

## Sinh sản
Sinh sản bằng bào tử; bào tử nằm trong túi bào tử ở lá đã già. Khi chín bào tử rơi xuống đất gặp điều kiện thích hợp (ẩm, nóng) phát triển thành nguyên tản và thụ tinh ngay trên nguyên tản (thụ tinh giữa tinh trùng và tế bào chứa trứng chứa trong các bộ phận riêng lẻ nằm trên nguyên tản) rồi mới mọc thành cây con. Cây dương xỉ con lúc đầu mọc ra từ nguyên tản, sau sẽ sống độc lập khi nguyên tản héo đi.